# Imipenem/cilastatina
Imipenem/cilastatina, que se vende con el nombre comercial Primaxin entre otros, es un antibiótico útil para el tratamiento de varias infecciones bacterianas. Está hecho de una combinación de imipenem y cilastatina. Específicamente se usa para neumonía, sepsis, endocarditis, infecciones de articulaciones, infecciones intraabdominales e infecciones del tracto urinario. Se administra mediante inyección en una vena o músculo.
Los efectos secundarios comunes incluyen náuseas, diarrea y dolor en el lugar de la inyección. Otros efectos secundarios pueden incluir diarrea por <i id="mwFg">Clostridium difficile</i> y reacciones alérgicas incluyendo anafilaxia. No está claro si el uso durante el embarazo es seguro para el bebé. Imipenem pertenece a la familia de medicamentos carbapenémicos y funciona al interferir con la pared celular de la bacteria. La cilastatina bloquea la actividad de la deshidropeptidasa I que evita la descomposición del imipenem.
Imipenem/cilastatina se vendió por primera vez en 1987. Está en la Lista de medicamentos esenciales de la Organización Mundial de la Salud, los medicamentos más efectivos y seguros que se necesitan en un sistema de salud. El costo mayorista en el mundo en desarrollo es de aproximadamente US$12,68 a 60 por día. En los Estados Unidos, un ciclo de tratamiento cuesta más de US$200.

## Usos médicos
Imipenem/cilastatina se usa para infecciones del tracto respiratorio inferior, infecciones del tracto urinario, infecciones intraabdominales, infecciones ginecológicas, septicemia bacteriana, infecciones de los huesos y articulaciones, infecciones de la estructura de la piel y la piel, endocarditis e infecciones polimicrobianas.
Es un betalactámico de amplio espectro que contiene cantidades iguales de imipenem y cilastatina.

## Efectos secundarios
Los efectos secundarios comunes para ambas formulaciones son:
- Malestar estomacal
- Vómito
- Dolor de estómago

Efectos secundarios importantes que requieren atención médica:
- Diarrea
- Erupción
- Fiebre
- Hinchazón facial
- Respiración dificultosa
- Sangrado inusual
- Convulsiones

Este medicamento se pasa a través de la leche materna, por lo que su uso durante el embarazo o la lactancia solo se debe hacer cuando sea claramente necesario. La primaxina se elimina del cuerpo por los riñones, por lo que es importante informar al médico sobre cualquier otro medicamento que se esté tomando y que también se elimine a través de los riñones (como otros antibióticos), especialmente para pacientes mayores, ya que la función renal disminuye con la edad.
Los pacientes alérgicos a la penicilina, cefalosporinas y medicamentos relacionados pueden reaccionar al imipenem. Es importante decirle a su médico o farmacéutico el historial médico, especialmente de trastornos cerebrales (por ejemplo, convulsiones, lesión en la cabeza, tumor), enfermedad renal, enfermedad hepática y enfermedades estomacales/intestinales (por ejemplo, colitis).

### Hepatotoxicidad
En grandes ensayos clínicos, el imipenem se asoció con elevaciones transitorias y asintomáticas en los niveles séricos de aminotransferasa en aproximadamente el 6% de los pacientes que recibieron el medicamento durante cinco a 14 días. La lesión hepática más grave por imipenem/cilastatina es poco frecuente, pero se han notificado anomalías en las pruebas de ictericia e hígado en el 0,1% de los pacientes en los ensayos prospectivos del agente. Se han notificado varios casos de ictericia colestásica durante o poco después del tratamiento con imipenem-cilastatina y otros carbapenémicos. La latencia de inicio ha estado dentro de una a tres semanas, y el patrón de elevación de enzimas generalmente es colestático. Pueden aparecer características inmunoalérgicas, pero los autoanticuerpos son raros. El curso suele ser autolimitado, pero se ha informado al menos un caso del "síndrome del conducto biliar que se desvanece" relacionado con los carbapenémicos. Imipenem y otros carbapenémicos no se han relacionado con casos de insuficiencia hepática aguda. 

### Mecanismo de lesión hepática
Se desconoce la causa de las elevaciones leves y transitorias de enzimas séricas durante el tratamiento con imipenem-cilastatina. La hepatitis colestásica atribuida a imipenem-cilastatina y los carbapenémicos es probablemente inmunoalérgica y se asemeja a la lesión hepática clínicamente aparente de rara presentación que se ha relacionado con penicilinas y cefalosporinas. 

### Resultado y manejo
La lesión hepática debida a los carbapenémicos suele ser leve y autolimitada. En raras ocasiones, los carbapenémicos pueden causar una hepatitis colestásica aguda clínicamente aparente que generalmente es autolimitada y no requiere terapia ni intervención. En pacientes con el "síndrome del conducto biliar que se desvanece", los corticosteroides se usan con frecuencia, pero no se ha demostrado que sean beneficiosos y es mejor evitarlos.  Algunos pacientes pueden beneficiarse de la terapia sintomática del prurito asociada con colestasis utilizando antihistamínicos, ursodiol o colestiramina.  Existe poca información disponible sobre la posible sensibilidad cruzada a la lesión hepática entre los diferentes antibióticos de betalactama, pero los pacientes con lesión hepática clínicamente aparente debida a imipenem probablemente deberían evitar los otros carbapenémicos. 

## Interacciones
- ácido valproico (Depakene, Stavzor)[10]
- ganciclovir (Cytovene)[10]
- probenecid (Benemid)[10]
- antibióticos tipo penicilina como amoxicilina (Amoxil, Augmentin), ampicilina (Omnipen, Principen), dicloxacilina (Dycill, Dynapen), oxacilina (Bactocill) o penicilina (Beepen-VK, Ledercillin VK, Pen-V, Pen-Vee) , V-Cillin K, Veetids, y otros);[10] o
- antibióticos tipo cefalosporina como cefaclor (Ceclor), cefuroxima (Ceftin), cefadroxilo (Duricef), cefalexina (Keflex) y otros.[10]

## Mecanismo de acción
Imipenem/cilastatina tiene la capacidad de matar una amplia variedad de bacterias. Imipenem es el agente antibiótico activo y actúa al interferir con la capacidad para formar paredes celulares, por lo que las bacterias se rompen y mueren. 
Imipenem es degrado rápidamente por la enzima renal deshidropeptidasa si se administra solo (por lo que es menos eficaz); Los metabolitos pueden causar daño renal. Imipenem es un antibiótico betalactámico de amplio espectro utilizado para infecciones bacterianas graves causadas por organismos susceptibles. Debido a que imipenem se desactiva rápidamente por la deshidropeptidasa I, se administra en combinación con cilastatina, un inhibidor de DHP-I que aumenta la vida media y la penetración tisular de imipenem. Imipenem/cilastatina, como otros carbapenémicos, se une a las proteínas bacterianas de unión a la penicilina e interfiere con la integridad y síntesis de la pared celular bacteriana. Tiene actividad contra muchos microorganismos aerobios y anaerobios grampositivos y gramnegativos, incluidos Staphylococcus aureus, Streptococcus pyogenes, S. agalactiae, el grupo de estreptococos S. viridans, Enterococcus faecalis, Pseudomonas aeruginosa, Escherichia coli, Proteus mirabilis, Bacteroides fragilis y la especie Peptostreptococcus. Imipenem/cilastatina fue aprobado para su uso en los Estados Unidos en 1985. Imipenem/cilastatina está indicado para el tratamiento de infecciones severas o complicadas de piel, tejidos, articulaciones, vías respiratorias, intraabdominales, urinarias y urogenitales, pero no meningitis (ya que no pasa a través de la barrera hematoencefálica), endocarditis y sepsis por microorganismos susceptibles. Su uso está generalmente restringido a infecciones graves en principalmente en pacientes hospitalizados. La dosis recomendada es de 250 mg a 1 gramo por vía intravenosa cada 6 a 8 horas o intramusculare en dosis de no más de 1,5 g al día, generalmente durante 5 a 14 días. Está disponible comercialmente como Primaxin en botellas de infusión de 250 mg o 500 mg para uso intravenoso o viales de 500 mg o 750 mg de polvo liofilizado para inyección IM. Los efectos secundarios más comunes del imipenem son diarrea, náuseas, vómitos, erupción cutánea, prurito y reacciones en el lugar de la inyección. 

## Farmacología

### Mecanismo de acción
Imipenem inhibe la síntesis de la pared celular bacteriana al unirse a proteínas que se unen a la penicilina; La cilastatina previene el metabolismo renal del imipenem. 

### Biodisponibilidad
Inyección intramuscular: 
- imipenem: 60–75%
- cilastatina: 95–100%

### Distribución
El fármaco se distribuye rápida y ampliamente a la mayoría de los tejidos y fluidos, incluidos el esputo, el líquido pleural, el líquido peritoneal, el líquido intersticial, la bilis, el humor acuoso, los órganos reproductivos y el hueso; las concentraciones más altas se encuentran en el líquido pleural, en el líquido intersticial, en el líquido peritoneal y en los órganos reproductivos; bajas concentraciones se observan en el LCR; Cruza la placenta, y entra en la leche materna. 

### Enlace proteico
- imipenem: 13-21%
- cilastatina, 40%

### Metabolismo
Imipenem es metabolizado en el riñón por la deshidropeptidasa 1; La actividad es bloqueada por la cilastatina. 

### Eliminación
Vida media (ambas drogas): 60 min; Prolongada en insuficiencia renal. Excreción (ambos fármacos): orina (~70% como fármaco sin modificar) 

## Disponibilidad y descripción
La primaxina IV es una combinación de imipenem, cilastatina sódica y bicarbonato de sodio que se agrega como un tampón. Primaxin IM carece del tampón bicarbonato de sodio.